# St. Pius (Hausen)

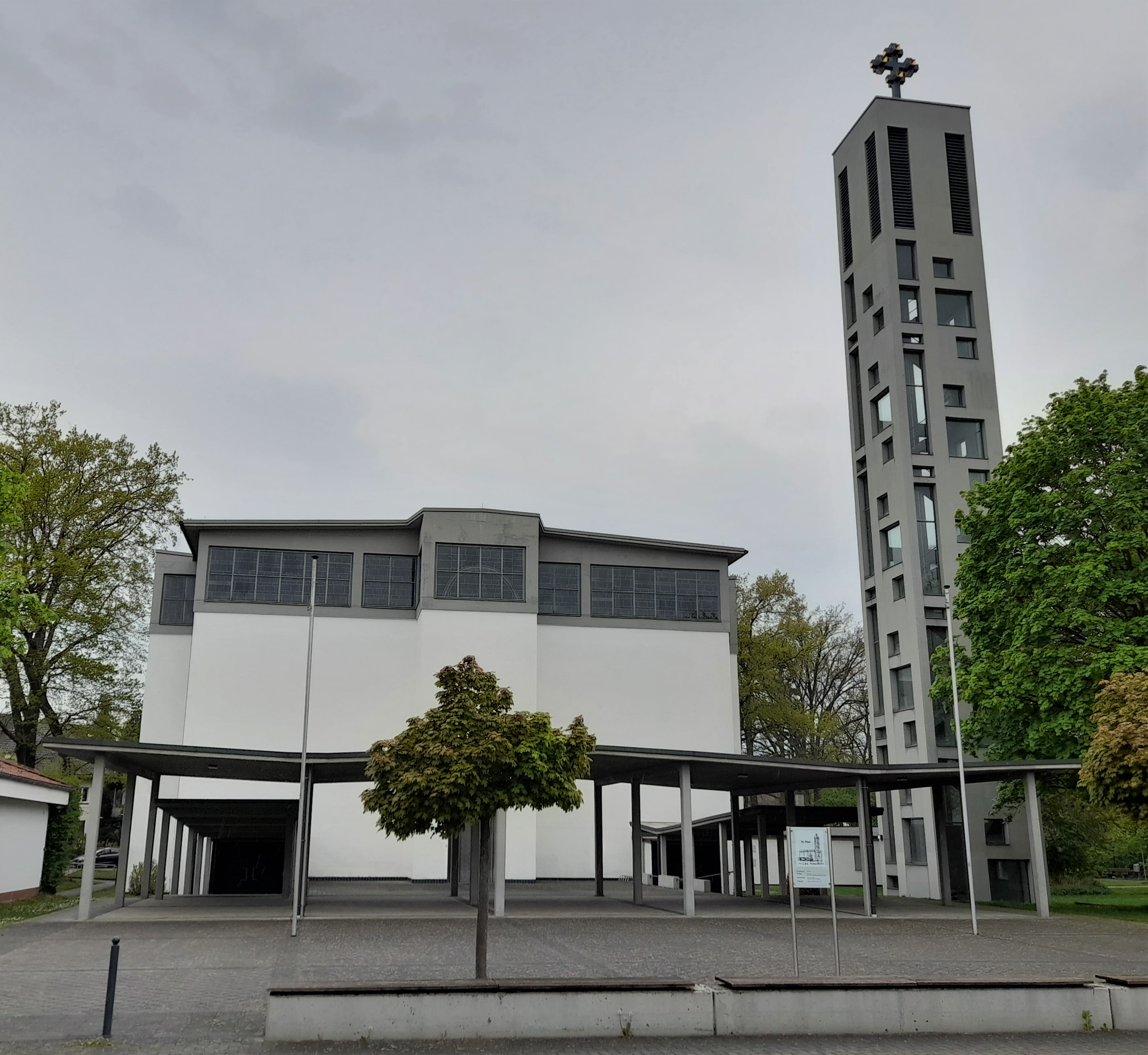
Ostansicht der katholischen Kirche St. Pius in Hausen, erbaut 1961–1962

Die römisch-katholische Kirche St. Pius ist ein im Stil der Moderne erbautes, unter Denkmalschutz stehendes Kirchengebäude im Obertshausener Stadtteil Hausen im Landkreis Offenbach. Zusammen mit der Kirche St. Josef bildet sie die katholische Pfarrei „St. Josef Hausen“, die zum Pastoralraum Mühlheim-Obertshausen der Region Mainlinie im Bistum Mainz gehört. Die einem Fabrikgebäude ähnelnde und unter dem Patrozinium des heiligen Papstes Pius X. stehende Wegekirche stellt einen der letzten Entwürfe des Kölner Architekten Rudolf Schwarz dar.

## Geschichte
Durch den Zuzug von Gastarbeitern aus Südeuropa, arbeitssuchenden Menschen innerhalb Deutschlands, Spätaussiedlern aus Jugoslawien und Flüchtlingen aus der DDR verzeichnete Hausen ab Mitte der 1950er-Jahre ein starkes Bevölkerungswachstum. Damit einhergehend nahm auch die Anzahl römisch-katholischer Gemeindemitglieder im katholisch geprägten Hausen deutlich zu, sodass die Hausener Pfarrkirche St. Josef nicht mehr ausreichend Platz für alle Gottesdienstbesucher bot.
Aus diesem Anlass wurden Planungen zum Bau einer zweiten Pfarrkirche in Hausen angestoßen, der durch Kollektensammlungen ab Weihnachten 1953 finanziert wurde. Mit dem Entwurf der Baupläne wurde 1958 der Architekt Rudolf Schwarz beauftragt, die dieser erstmals am 16. Oktober 1960 der Gemeinde in Form eines Modells präsentierte. Da Rudolf Schwarz bereits am Ostermontag 1961 verstarb, bevor die Bauarbeiten begonnen hatten, übernahm seine Frau Maria Schwarz, die ebenfalls Architektin war, die Bauleitung für den Kirchenneubau und vollendete zusammen mit Schülern ihres Mannes dessen Baupläne.
Am 13. August 1961, dem „Tag des Mauerbaus“, wurde in Hausen im Beisein des Mainzer Kapitularvikars Ludwig Haenlein der Grundstein für die neue Kirche gelegt. Die Bauarbeiten wurden von der Firma Adam Vetter ausgeführt. Bereits drei Monate nach Baubeginn, am 18. November 1961, konnte der Rohbau vollendet und das Richtfest gefeiert werden, bevor die neue Kirche am 16. Dezember 1962 vom Mainzer Bischof Hermann Volk dem Patronat des heiligen Papstes Pius X. anvertraut wurde. Da Volk zum Zeitpunkt der Kirchweihe erst zwei Monate im Amt war, handelt es sich bei St. Pius um das erste von ihm geweihte Kirchengebäude.
Mitte Oktober 1966, nur vier Jahre nach der Weihe von St. Pius, wurde der Neubau um einen freistehenden Kirchturm erweitert. Der 35 Meter hohe, aus Beton gegossene Campanile mit seinen markanten viereckigen Auslässen wurde von der Steinheimer Firma Rachor in Gleitbauweise errichtet. 1982 wurde der Turm durch das Aufsetzen eines Turmkreuzes nochmals um 6 Meter erhöht. Das durch eine Eisenträgerkonstruktion verstärkte Aluminiumkastenprofil, dessen Balkenenden durch kleinere, blattvergoldete Kreuze abgeschlossen werden, wurde vom Büdinger Bildhauer Bernhard Vogler entworfen und von der Buderus-Kunstgießerei in Hirzenhain gegossen.
Seit dem 12. November 1998 steht die katholische Kirche St. Pius einschließlich ihres Campaniles und mitsamt ihrer Innenausstattung „aus künstlerischen, städtebaulichen und geschichtlichen Gründen“ unter Denkmalschutz gemäß dem Hessischen Denkmalschutzgesetz (HDSchG).
Am 19. März 2006 weihte der Mainzer Generalvikar Dietmar Giebelmann das erste Geläut der Kirche. Zuvor hatte der Campanile von St. Pius gänzlich ohne Glocken auskommen müssen. Beim vorausgegangenen Auswahlprozess der Glocken wurde eine Abstimmung mit dem Geläut von St. Josef vorgenommen. Zwei Jahre später, am 27. April 2008, weihte Weihbischof Werner Guballa die heutige Orgel der Kirche, für die eigens eine kleine Empore über dem Hauptportal errichtet werden musste, die von Karla Trillig und Armin Frey in Abstimmung mit Maria Schwarz entworfen wurde.
Von Juli bis September 2021 wurde die Sakristei der Kirche umfangreichen Renovierungsarbeiten unterzogen, in deren Zuge Heizungsrohre, die gesamte Elektrik und alle Fenster ausgetauscht sowie das Dach isoliert und abgedichtet wurde.

## Baubeschreibung
Die Kirche St. Pius liegt am südlichen Rand eines kleinen Grüngürtels zwischen Gumbertseestraße und Adenauerstraße. Das von alten Eichen bestandene Areal ist ringsum von nachkriegsmoderner Wohnbebauung umgeben. Der moderne Kirchenbau gliedert sich in ein kubisches, hallenartiges Kirchenschiff mit Flachdach im Südwesten und einen im Straßenverlauf zurückgesetzten Campanile im Nordosten. An die Ostwand des Kirchenschiffs grenzt ein teilweise überdachter Vorplatz an. Von dort führen drei Eisengussportale ins Innere der Kirche.

## Ausstattung

### Innenraum
Der Innenraum von St. Pius wirkt hell und puristisch. Maßgeblich dafür verantwortlich sind die hohen, gänzlich weiß gestrichenen Wände des Kirchenschiffs. Im Kontrast zu ihnen steht der kunstvoll gestaltete schwarz-grüne Dolomit-Fußboden, der durch rot-grau-weiße Marmorbänder gegliedert wird. Ein breiter, auf den Chorraum zustrebender Mittelgang und zwei schmalere Seitengänge trennen vier Bankblöcke im Kirchenraum voneinander.
Der Chorraum im Westen wird durch eine große offene Apsis nach außen abgeschlossen, deren Wand ein Emaille-Bild ziert, das Jesus inmitten einer goldenen Scheibe mit Strahlenkranz als Pantokrator zeigt. Das am Christkönigsfest 1990 geweihte Kunstwerk wurde von Lioba Munz gestaltet, einer Benediktinerin der Abtei St. Maria in Fulda.
Im Zentrum des Chorraums befindet sich ein aus weißem Cristallino-Marmor gefertigter Volksaltar. Er wird gesäumt von einem Ambo zu seiner Linken und einem Tabernakel zu seiner Rechten, die beide ebenfalls aus weißem Cristallino-Marmor gefertigt wurden. Links unterhalb des Chores steht eine von Elisabeth Stapp gefertigte Marienstatue, rechts eine wiederum aus weißem Cristallino-Marmor gefertigte Taufgruppe des Architekten Rudolf Schwarz.
In einer „Wandfalte“ an der südlichen Innenwand ist ein dem heiligen Pius X. gewidmeter Altar verortet, der in einer Nische einen Schrein mit einer Reliquie des Kirchenpatrons beherbergt. Buchten der nördlichen Innenwand bieten zwei Beichtstühlen Platz sowie der Grabstätte des ersten Hausener Pfarrers Peter Valentin Schwahn.
Das gesamte Kirchenschiff wird von einer Betonrippendecke überfangen. Unterhalb der Decke erstreckt sich seit 1965 eine himmelblaue Fensterzeile, die nur von der Apsis unterbrochen wird. Das Oberlichtband ist ein Entwurf des Münchner Professors Karl Knappe und setzt sich mit dem Thema „Der Weg zu Gott“ auseinander. Neben Engeln, die aus der Natur hervortreten, zeigt es über Chorwand und Orgelempore je einen Regenbogen, der Gottes Bund mit den Menschen symbolisieren soll.

### Orgel
Die heutige Orgel der Kirche wurde 1968 vom Hamburger Unternehmen Rudolf von Beckerath Orgelbau GmbH gefertigt. Sie stand ursprünglich in der evangelischen Kreuzkirche in Wuppertal-Elberfeld und wurde bei deren Umbau zur Diakoniekirche an die katholische Pfarrei St. Pius verkauft. Das Instrument misst 8,50 m × 6,00 m × 2,60 m, hat 2340 Pfeifen und verfügt über 35 Register auf drei Manualen und Pedal.
Die Beckerath-Orgel ersetzte eine von der Gelnhausener Firma Bernhard Schmidt hergestellte elektropneumatische Kegellade-Orgel mit 22 Registern. Die Störanfälligkeit der ersten Orgel von St. Pius hatte wenige Jahre nach der Jahrtausendwende ein zu großes Ausmaß angenommen. Da die Kosten für ihre Restaurierung zu hoch gewesen wären, wurde die alte Orgel stattdessen nach Italien verkauft und mit der Beckerath-Orgel ein neues Instrument für die Kirche angeschafft.

### Glocken
Das Geläut von St. Pius setzt sich aus vier Glocken zusammen. Es wurde ursprünglich für die Aachener Kirche St. Martin angefertigt, wo es jahrelang in Gebrauch war, bevor es 2006 im Campanile von St. Pius aufgehängt wurde. Die drei größeren Glocken wurden 1960 von der Glockengießerei Monasterium Eijsbouts KG im westfälischen Münster gegossen, das kleinste Exemplar 1977 von der Eifeler Glockengießerei in Brockscheid. Werden alle Glocken geläutet, so erklingt das Pfingstmotiv.
| Name der Glocke          | Gewicht | Durchmesser | Tonlage | Inschrift |
| ------------------------ | ------- | ----------- | ------- | --- |
| Eucharistia (Danksagung) | 1450 kg | 1310 mm     | es'+5   | „SANCTISSIMAE EUXARISTIAE / STATIONE MONACI BAVARIAE / SOLEMNITER ADORATE / PIE DEDICATUM // A. D. MCMLX QUATTUOR CAMPANAS FUDIT MONASTERIUM OPIFICINA AERIS MONASTERII IN GAUDIUM ET DELECTATIONEM FIDELIUM ECCLESIAE STI MARTINI AQUIS GRANENSIS“ |
| Maria und Veronika       | 0980 kg | 1160 mm     | f'+5    | „SANCTO IOSEPHO OPIFICI / B. M. V. SPONSO / PIE DEDICATUM // A. D. MCMLX“ |
| Joseph                   | 0670 kg | 1030 mm     | g'+5    | „B. M. V. MATRI MISERICORDIAE / SANCTAEQUE VERONICAE / PIE DEDICATUM // A. D. MCMLX“ |
| Martin                   | 0600 kg | 0975 mm     | as'+3   | „SANCTO MARTINO CONFESSORI / HUIUS ECCLESIAE ALMO / PATRONO PIE DEDICATUM / EIFELER GLOCKENGIESSEREI MARK BROCKSCHEID // AD MCMLXXVII“ |